# 伊利諾領地
伊利諾領地（英語：Illinois Territory）是美國歷史上的一個合併建制領土，曾是西北領地的一部分，存在於1809年3月1日至1818年12月3日之間，之後升格為美國第21個州伊利諾州。伊利諾領地的範圍除了現在的伊利諾州之外，還包括了威斯康星州全境和密歇根州及明尼蘇達州的部分地區。